# Златни грамофон
„Златни грамофон” (рус. Золотой граммофон) је годишња руска музичка награда, која бира најпопуларније и најтраженије песме одлазеће музичке године на основу мишљења радио слушалаца.
Добитници награде су извођачи руских песама, који се бирају путем такозваног народног гласања. Током целе године „Руски радио“ саставља недељну хит параду од 20 песама које су добиле највећи број гласова слушалаца радија. Гласање за њих се одвија на сајту радио станице. Према правилима која су важила до марта 2022. године, за „Златни грамофон” номинована је песма која је у хит паради остала најмање 20 недеља. Од марта 2022. године ступила су на снагу нова правила по којима је потребно да песма само једном заузме прво место у хит паради да би њен извођач био номинован за награду.
Најчешћи добитник награде био је Народни уметник Руске Федерације Филип Киркоров, чија колекција обухвата 23 „Златна грамофона”. Поред награђивања извођача чије су песме доспеле на врх хит параде, „Руски радио” додељује награде за допринос развоју руске музике. Први добитник ове награде био је кантаутор Александар Розенбаум 2002. године, у наредним годинама је додељена Леву Лешченко, Валерију Леонтјеву, Јосифу Кобзону, Едуарду Хиљу, Ларисе Долине, Јурију Антонову, ТВ водитељу Јурију Николајеву и другима.
У различитим годинама, домаћини доделе награда били су представници домаћег шоу бизниса: певачи Ала Пугачова, Николај Басков, ТВ водитељи Иван Ургант, Дмитриј Нагијев, Јана Чурикова, Валдис Пелш, комичари Гарик Мартиросјан, Сергеј Светлаков и други.